# Triportheus orinocensis
Triportheus orinocensis är en fiskart som beskrevs av Luiz R. Malabarba 2004. Triportheus orinocensis ingår i släktet Triportheus och familjen Characidae. Inga underarter finns listade i Catalogue of Life.